# Élections régionales de 2021 à Laâyoune-Sakia El Hamra

Carte de la région.

Les élections régionales à Laâyoune-Sakia El Hamra se déroulent le 8 septembre 2021.

## Résultats

### Global
|                          | Parti de l'Istiqlal (PI)                      | 59 326  | 43,76 | 16 | 4             |  |  |  |
|                          | Rassemblement national des indépendants (RNI) | 21 159  | 15,61 | 9  | en stagnation |  |  |  |
|                          | Parti authenticité et modernité (PAM)         | 22 862  | 16,84 | 7  | 2             |  |  |  |
|                          | Union socialiste des forces populaires (USFP) | 8 448   | 6,23  | 3  | 3             |  |  |  |
|                          | Parti Al Ahd Addimocrati (AHD)                | 2 618   | 1,93  | 1  | 1             |  |  |  |
|                          | Parti de la renaissance et de la vertu (PRV)  | 2 546   | 1,88  | 1  | 1             |  |  |  |
|                          | Front des forces démocratiques (FFD)          | 1 693   | 1,25  | 1  | 1             |  |  |  |
|                          | Parti démocrate national (PDN)                | 1 209   | 0,89  | 1  | 1             |  |  |  |
|                          | Parti de la justice et du développement (PJD) | 1 505   | 1,11  | 0  | 2             |  |  |  |
|                          |                                               |         |       |    |               |  |  |  |
| Total                    | Total                                         | 135 557 | 100   |    |               |  |  |  |
| Abstentions              | Abstentions                                   | 61 732  | 31,29 |    |               |  |  |  |
| Inscrits / Participation | Inscrits / Participation                      | 197 289 | 68,71 |    |               |  |  |  |

### Par préfecture et province

#### Boujdour
| Parti                    | Parti                                         | Suffrage | Suffrage | Sièges | Sièges |
| Parti                    | Parti                                         | #        | %        | #      | %      |
| ------------------------ | --------------------------------------------- | -------- | -------- | ------ | ------ |
|                          | Rassemblement national des indépendants (RNI) | 6 212    | 32,17    | 3      | 33,33  |
|                          | Parti de l'Istiqlal (PI)                      | 5 455    | 28,25    | 3      | 33,33  |
|                          | Parti authenticité et modernité (PAM)         | 3 978    | 20,60    | 2      | 22,22  |
|                          | Front des forces démocratiques (FFD)          | 1 218    | 6,31     | 1      | 11,11  |
|                          | Parti travailliste (PT)                       | 734      | 3,80     |        |        |
|                          | Parti marocain libéral (PML)                  | 569      | 2,95     |        |        |
|                          | Union constitutionnelle (UC)                  | 429      | 2,22     |        |        |
|                          | Parti de la justice et du développement (PJD) | 278      | 1,44     |        |        |
|                          | Parti du progrès et du socialisme (PPS)       | 215      | 1,11     |        |        |
|                          | Alliance de la fédération de gauche (AGD)     | 112      | 0,58     |        |        |
|                          | Parti des Néo-Démocrates (PND)                | 55       | 0,28     |        |        |
|                          | Parti de la société démocratique (PSD)        | 29       | 0,15     |        |        |
|                          | Parti vert marocain (PVM)                     | 12       | 0,06     |        |        |
|                          | Union socialiste des forces populaires (USFP) | 12       | 0,06     |        |        |
|                          |                                               |          |          |        |        |
| Total                    | Total                                         | 19 308   | 100,00   |        |        |
| Abstentions              | Abstentions                                   | 10 720   | 35,70    |        |        |
| Inscrits / Participation | Inscrits / Participation                      | 30 028   | 64,30    |        |        |

#### Es-Semara
| Parti                    | Parti                                                       | Suffrage | Suffrage | Sièges | Sièges |
| Parti                    | Parti                                                       | #        | %        | #      | %      |
| ------------------------ | ----------------------------------------------------------- | -------- | -------- | ------ | ------ |
|                          | Parti de l'Istiqlal (PI)                                    | 7 169    | 37,03    | 3      | 33,33  |
|                          | Rassemblement national des indépendants (RNI)               | 2 972    | 15,35    | 2      | 22,22  |
|                          | Parti authenticité et modernité (PAM)                       | 2 756    | 14,23    | 2      | 22,22  |
|                          | Parti de la renaissance et de la vertu (PRV)                | 1 039    | 5,37     | 1      | 11,11  |
|                          | Parti démocrate national (PDN)                              | 868      | 4,48     | 1      | 11,11  |
|                          | Union socialiste des forces populaires (USFP)               | 720      | 3,72     |        |        |
|                          | Mouvement populaire (MP)                                    | 715      | 3,69     |        |        |
|                          | Parti du progrès et du socialisme (PPS)                     | 599      | 3,09     |        |        |
|                          | Parti de l'unité et de la démocratie (PUD)                  | 540      | 2,79     |        |        |
|                          | Parti socialiste unifié (PSU)                               | 357      | 1,84     |        |        |
|                          | Parti de la justice et du développement (PJD)               | 323      | 1,67     |        |        |
|                          | Parti travailliste (PT)                                     | 285      | 1,47     |        |        |
|                          | Parti de l'environnement et du développement durable (PEDD) | 225      | 1,16     |        |        |
|                          | Union constitutionnelle (UC)                                | 203      | 1,05     |        |        |
|                          | Parti des Néo-Démocrates (PND)                              | 183      | 0,95     |        |        |
|                          | Parti de la réforme et du développement (PRD)               | 109      | 0,56     |        |        |
|                          | Parti de l'équité (PRE)                                     | 78       | 0,40     |        |        |
|                          | Parti de la liberté et de la justice sociale (PLJS)         | 74       | 0,38     |        |        |
|                          | Parti de l'Espoir (PE)                                      | 59       | 0,30     |        |        |
|                          | Front des forces démocratiques (FFD)                        | 56       | 0,29     |        |        |
|                          | Parti vert marocain (PVM)                                   | 31       | 0,16     |        |        |
|                          |                                                             |          |          |        |        |
| Total                    | Total                                                       | 19 361   | 100,00   |        |        |
| Abstentions              | Abstentions                                                 | 9 394    | 32,67    |        |        |
| Inscrits / Participation | Inscrits / Participation                                    | 28 755   | 67,33    |        |        |

#### Laâyoune
| Parti                    | Parti                                         | Suffrage | Suffrage | Sièges | Sièges |
| Parti                    | Parti                                         | #        | %        | #      | %      |
| ------------------------ | --------------------------------------------- | -------- | -------- | ------ | ------ |
|                          | Parti de l'Istiqlal (PI)                      | 43 820   | 50,15    | 8      | 50,00  |
|                          | Parti authenticité et modernité (PAM)         | 15 757   | 18,03    | 3      | 18,75  |
|                          | Rassemblement national des indépendants (RNI) | 7 500    | 8,58     | 2      | 12,50  |
|                          | Union socialiste des forces populaires (USFP) | 6 138    | 7,02     | 2      | 12,50  |
|                          | Al Ahd Addimocrati (AHD)                      | 2 618    | 3,00     | 1      | 6,25   |
|                          | Sans étiquette - Liste avenir                 | 1 816    | 2,08     |        |        |
|                          | Mouvement populaire (MP)                      | 1 678    | 1,92     |        |        |
|                          | Parti de la renaissance et de la vertu (PRV)  | 1 507    | 1,72     |        |        |
|                          | Union constitutionnelle (UC)                  | 1 421    | 1,63     |        |        |
|                          | Parti de la justice et du développement (PJD) | 704      | 0,81     |        |        |
|                          | Parti du progrès et du socialisme (PPS)       | 642      | 0,73     |        |        |
|                          | Parti vert marocain (PVM)                     | 550      | 0,63     |        |        |
|                          | Parti de la société démocratique (PSD)        | 428      | 0,49     |        |        |
|                          | Front des forces démocratiques (FFD)          | 419      | 0,48     |        |        |
|                          | Parti marocain libéral (PML)                  | 351      | 0,40     |        |        |
|                          | Parti démocrate national (PDN)                | 341      | 0,39     |        |        |
|                          | Union marocaine pour la démocratie (UMD)      | 247      | 0,28     |        |        |
|                          | Parti démocratique de l'indépendance (PDI)    | 241      | 0,28     |        |        |
|                          | Alliance de la fédération de gauche (AGD)     | 237      | 0,27     |        |        |
|                          | Mouvement démocratique et social (MDS)        | 210      | 0,24     |        |        |
|                          | Parti de l'équité (PRE)                       | 207      | 0,24     |        |        |
|                          | Parti de l'unité et de la démocratie (PUD)    | 195      | 0,22     |        |        |
|                          | Parti de la réforme et du développement (PRD) | 150      | 0,17     |        |        |
|                          | Parti de l'Espoir (PE)                        | 133      | 0,15     |        |        |
|                          | Parti des Néo-Démocrates (PND)                | 64       | 0,07     |        |        |
|                          |                                               |          |          |        |        |
| Total                    | Total                                         | 87 374   | 100,00   |        |        |
| Abstentions              | Abstentions                                   | 39 808   | 31,30    |        |        |
| Inscrits / Participation | Inscrits / Participation                      | 127 182  | 68,70    |        |        |

#### Tarfaya
| Parti                    | Parti                                               | Suffrage | Suffrage | Sièges | Sièges |
| Parti                    | Parti                                               | #        | %        | #      | %      |
| ------------------------ | --------------------------------------------------- | -------- | -------- | ------ | ------ |
|                          | Rassemblement national des indépendants (RNI)       | 4 475    | 47,04    | 2      | 40,00  |
|                          | Parti de l'Istiqlal (PI)                            | 2 882    | 30,29    | 2      | 40,00  |
|                          | Union socialiste des forces populaires (USFP)       | 1 578    | 16,59    | 1      | 20,00  |
|                          | Parti authenticité et modernité (PAM)               | 335      | 3,52     |        |        |
|                          | Parti de la justice et du développement (PJD)       | 200      | 2,10     |        |        |
|                          | Union constitutionnelle (UC)                        | 36       | 0,38     |        |        |
|                          | Parti de la liberté et de la justice sociale (PLJS) | 8        | 0,08     |        |        |
|                          |                                                     |          |          |        |        |
| Total                    | Total                                               | 9 514    | 100,00   |        |        |
| Abstentions              | Abstentions                                         | 1 668    | 14,92    |        |        |
| Inscrits / Participation | Inscrits / Participation                            | 11 182   | 85,08    |        |        |

### Répartition des sièges
| Parti | Parti | Es-Semara | Laâyoune | Boujdour | Tarfaya | Total |
| ----- | ----- | --------- | -------- | -------- | ------- | ----- |
|       | PI    | 3         | 8        | 3        | 2       | 16    |
|       | RNI   | 2         | 2        | 3        | 2       | 9     |
|       | PAM   | 2         | 3        | 2        |         | 5     |
|       | USFP  |           | 2        |          | 1       | 3     |
|       | FFD   |           |          | 1        |         | 1     |
|       | AHD   |           | 1        |          |         | 1     |
|       | PDN   | 1         |          |          |         | 1     |
|       | PRV   | 1         |          |          |         | 1     |